# Колібрі-шаблекрил
Колі́брі-шаблекри́л (Campylopterus) — рід серпокрильцеподібних птахів родини колібрієвих (Trochilidae). Представники цього роду мешкають в Мексиці, Центральній і Південній Америці.

## Опис
Колібрі-шаблекрили — відносно великі колібрі, середня джовжина яких становить 10,4-15 см, а вага 4,2-12 г. У самців цього роду стрижні трьох крайніх махових пер витовщені і сплющені, що надає їх крилам харатерної форми. Колібрі-шаблекрили живуть в підліску і на узліссях тропічних лісів, переважно в горах, часто проблизу струмків. Вони живляться нектаром квітів, яких шукають в підліску, зокрема нектаром геліконій і бананів.

## Види
Виділяють десять видів:
- Колібрі-шаблекрил сірогрудий (Campylopterus largipennis)
- Колібрі-шаблекрил бразильський (Campylopterus calcirupicola)[8]
- Campylopterus diamantinensis[9]
- Колібрі-шаблекрил пантепуйський (Campylopterus hyperythrus)
- Колібрі-шаблекрил білохвостий (Campylopterus ensipennis)
- Колібрі-шаблекрил рудохвостий (Campylopterus falcatus)
- Колібрі-шаблекрил санта-мартинський (Campylopterus phainopeplus)
- Колібрі-шаблекрил фіолетовий (Campylopterus hemileucurus)
- Колібрі-шаблекрил гірський (Campylopterus duidae)
- Колібрі-шаблекрил еквадорський (Campylopterus villaviscensio)

За результатами молекулярно-філогенетичних досліджень 2014 і 2017 років низку видів, яких раніше відносили до роду Campylopterus, було переведено до відновлених родів Pampa, Eupetomena і Phaeochroa.

## Етимологія
Наукова назва роду Campylopterus походить від сполучення слів дав.-гр. καμπυλος — вигнутий і πτερος — крила.